# Rey

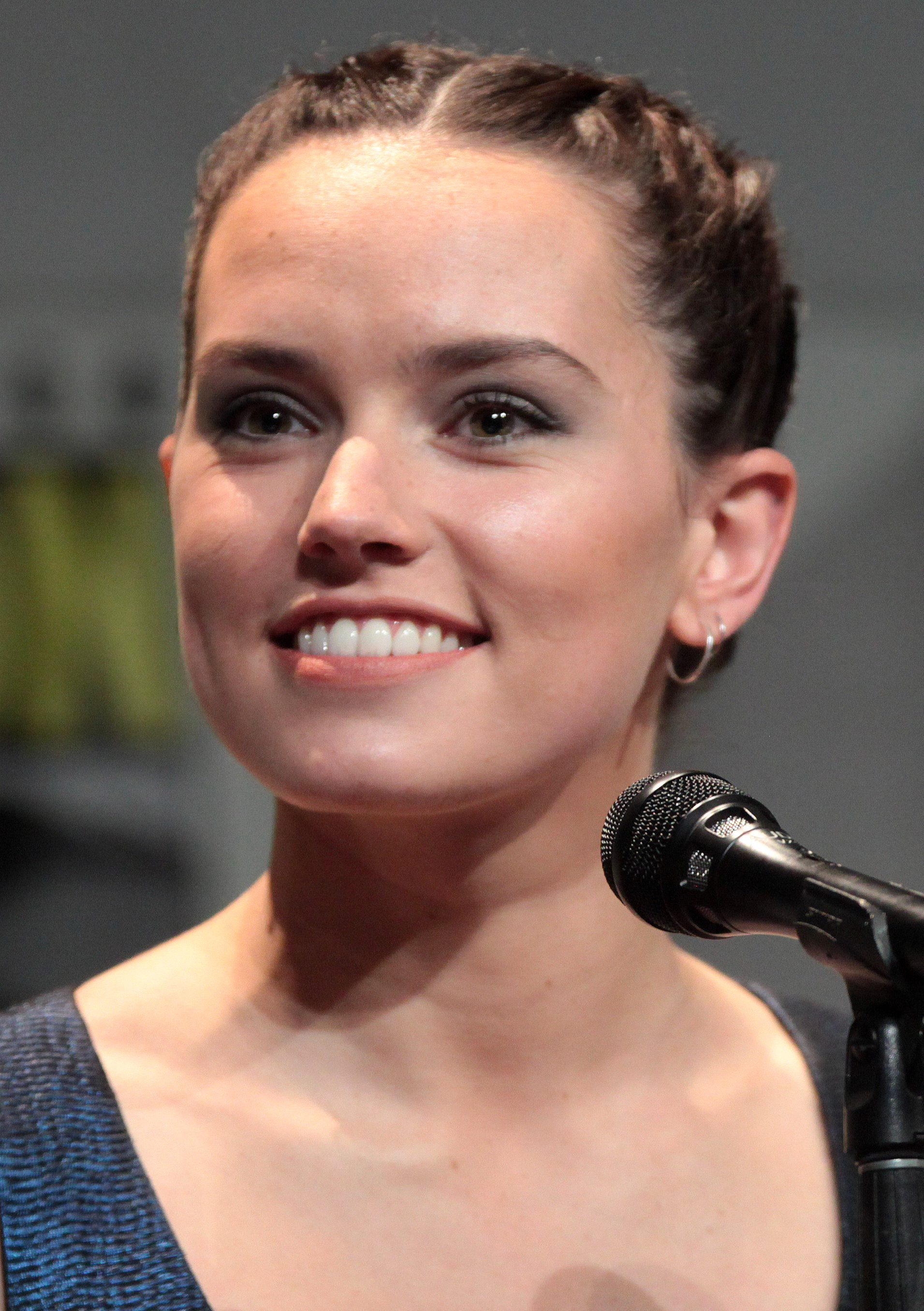
Daisy Ridley speelt Rey

Rey is een hoofdpersonage uit de negendelige filmserie Star Wars. Ze verscheen voor het eerst in het zevende deel van de filmserie, Star Wars: Episode VII: The Force Awakens uit 2015, en vervolgens ook in deel acht en negen. 
Aanvankelijk is weeskind Rey een eenvoudige metaaljutter op de woestijnplaneet Jakku, en is haar afkomst in nevelen gehuld. Ze ontpopt zich tot verzetsstrijder tegen de kwade machten die het universum beheersen, in het bijzonder de boosaardige Sith-frontman Kylo Ren. Om de Sith beter te kunnen bestrijden, gaat ze in de leer bij de teruggetrokken kluizenaar Luke Skywalker om een opleiding tot Jedi-meester te krijgen. Met de opgedane kennis gaat ze uiteindelijk de strijd aan met Kylo Ren, zichzelf en de eindbaas van de Sith, de sinistere keizer Palpatine, die bovendien haar grootvader blijkt te zijn.
Rey wordt in de drie films gestalte gegeven door de Britse actrice Daisy Ridley die tot dan toe niet bekend was bij het grote filmpubliek.

## Biografie

### Episode VII: The Force Awakens
Rey is een vrouw zonder geschiedenis. Ze weet niet waar ze vandaan komt, enkel dat ze als jong meisje achtergelaten werd door haar ouders en werd overgeleverd aan schroothandelaar Unkar Plutt. Om te overleven op de woestijnplaneet Jakku, zoekt ze naar kostbare onderdelen in de neergestorte Star Destroyers op de planeet.
Nadat ze de robot BB-8 redde uit de handen van Teedo en Unkar Plutt, ontmoet ze Finn, een gedeserteerde First Order Stormtrooper die zich uitgeeft voor een militant van het Verzet. Samen met Finn en BB-8 ontvlucht ze Jakku en de First Order in de Millennium Falcon om BB-8 terug te brengen naar het Verzet, aangezien de droid een belangrijke aanwijzing met zich meedraagt in de zoektocht naar de verdwenen Luke Skywalker. Het schip wordt echter snel onderschept door Han Solo en Chewbacca.
Omdat de Millennium Falcon een gekend ruimteschip is, gaan ze op zoek naar een nieuw transportmiddel op Takodana. Op Takodana wordt Rey aangetrokken tot de kelders van de bar van Maz Kanata, waar ze een oud lichtzwaard ontdekt. Wanneer ze het lichtzwaard aanraakt, krijgt ze een visioen dat haar gebeurtenissen uit het verleden, heden en toekomst laat zien. Geschrokken door wat ze net meemaakte, vlucht ze het bos in, waar ze wordt overmeesterd door Kylo Ren. 
Kylo ontvoert Rey en probeert zo de informatie die naar Luke Skywalker leidt uit haar te halen. Rey weet zich echter met behulp van de Kracht af te sluiten van Kylo en te ontsnappen uit haar cel op Starkiller Base. 
Hoewel ze eerst enorm weigerachtig stond tegenover Lukes lichtzwaard, gebruikt ze het wapen om Kylo Ren te verslaan nadat hij Finn dodelijk verwondde tijdens een gevecht op Starkiller Base. Met behulp van de Kracht weet ze Kylo te verslaan en samen met Finn en Chewbacca de planeet te verlaten voordat deze wordt vernietigd door het Verzet. 
In opdracht van Leia Organa gaat ze daarna op zoek naar Luke op Ahch-To met als missie om hem terug te halen uit zijn ballingschap en de strijd tegen de First Order aan te gaan.

### Episode VIII: The Last Jedi
Rey heeft de legendarische Jedimeester Luke Skywalker gevonden. Hij blijkt echter niet te willen terugkeren uit ballingschap en tevens weigert hij om haar te trainen. Langzaam maar zeker weet ze hem te overtuigen om haar toch enkele lessen in de gebruiken van de Kracht te geven. 
Rey ontdekt ook dat ze nog steeds een connectie door middel van de Kracht heeft met Kylo Ren. Ze haat Kylo omdat hij Han vermoordde, maar langzaamaan begint ze te geloven dat Kylo nog kan teruggebracht worden naar de goede kant. 
Uiteindelijk verlaat ze Luke en Ahch-To om Kylo te confronteren en hem zo te helpen bekeren. Ze blijkt echter misleid te zijn door Opperste Leider Snoke, die voor de connectie zorgde tussen Kylo en Rey en het conflict in Kylo te misbruiken om zo Rey naar zich toe te lokken. 
Snoke gebruikt uiteindelijk de Kracht op Rey om de locatie van Luke te achterhalen en geeft nadien de opdracht aan Kylo om Rey te vermoorden. Kylo keert zich echter tegen zijn meester. Rey gelooft nu meer dan ooit dat Kylo nog kan terugkeren, maar hij heeft zijn beslissing genomen en zijn innerlijke conflict begraven. Kylo Ren zal nooit meer Ben Solo worden. 
Rey weet te ontsnappen van het uiteenvallende vlaggenschip van Snoke. Samen met Chewbacca en de Millennium Falcon redt ze het handjevol leden van het Verzet van de planeet Crait door de Kracht te gebruiken, terwijl Luke Skywalker een projectie van zichzelf gebruikt om Kylo Ren en de First Order op afstand te houden.

### Episode IX: The Rise of Skywalker
Rey is nu een Jedi die getraind wordt door generaal Leia Organa. Ze gaat op zoek naar het neergestorte ruimtestation van Emperor Palpatine (de Death Star), maar komt samen met haar vrienden in drijfzand terecht, omdat ze wordt afgeleid door een Stormtrooper. Rey geneest de wonde van een slang met de Kracht en zo kan ze het mes nemen om de aanwijzing te lezen. De enige die kan lezen wat de Sith tekst betekent dat op het mes staat is C-3PO, maar hij weigert het te vertellen omdat er ooit een regel bij C-3PO is ingesteld dat hij de taal van de Sith niet mag vertalen. 
Bij het eindgevecht vechten Rey en Ben tegen Palpatine. Palpatine haalt alle kracht uit het lichaam van Rey en Ben, waardoor Palpatine de ware Keizer terugbrengt en Rey en Ben neervallen op de grond en bijna te zwak zijn om op te staan. Rey krijgt contact met de Jedi waarbij de Jedi, Rey moed inspreken. Hierdoor wordt ze weer krachtig en neemt ze het op tegen Emperor Palpatine. Palpatine gebruikt Force Lightning op Rey maar ze blokt de aanval met twee lichtzwaarden en weerkaatst hiermee de Force Lightning waardoor Palpatine ermee wordt geraakt en zo wordt hij vernietigd. Nadat Rey, Palpatine heeft vernietigd valt ze neer op de grond en sterft ze. Maar dan komt Ben en geeft zijn leven aan Rey met behulp van de Kracht. Hierdoor is Rey herboren maar heeft ze geen achternaam.
In deze film komt Rey er samen met de kijker achter dat ze een kleindochter is van keizer Palpatine. 